# Springboro
Springboro és una població dels Estats Units a l'estat d'Ohio. Segons el cens del 2000 tenia 12.380 habitants.

## Demografia
Segons el cens del 2000, Springboro tenia 12.380 habitants, 4.261 habitatges, i 3.600 famílies. La densitat de població era de 542,6 habitants per km².
Dels 4.261 habitatges en un 48,2% hi vivien nens de menys de 18 anys, en un 74,8% hi vivien parelles casades, en un 7,3% dones solteres, i en un 15,5% no eren unitats familiars. En el 13% dels habitatges hi vivien persones soles el 3,9% de les quals corresponia a persones de 65 anys o més que vivien soles. El nombre mitjà de persones vivint en cada habitatge era de 2,9 i el nombre mitjà de persones que vivien en cada família era de 3,18.
Per edats la població es repartia de la següent manera: un 32,3% tenia menys de 18 anys, un 5,1% entre 18 i 24, un 34% entre 25 i 44, un 22,3% de 45 a 60 i un 6,2% 65 anys o més.
L'edat mediana era de 34 anys. Per cada 100 dones de 18 o més anys hi havia 93,9 homes.
La renda mediana per habitatge era de 72.316 $ i la renda mediana per família de 78.786 $. Els homes tenien una renda mediana de 60.581 $ mentre que les dones 36.790 $. La renda per capita de la població era de 31.257 $. Aproximadament el 2,4% de les famílies i el 3% de la població estaven per davall del llindar de pobresa.

## Poblacions properes
El següent diagrama mostra les poblacions més properes.